# Lo Kuo-Chong
Lo Kuo-Chong (羅國璋S, Luó GuózhāngP; Hsinchu, 16 settembre 1965) è un ex giocatore di baseball taiwanese.

## Palmarès

### Olimpiadi
- Argento a Barcellona 1992.